# Henrik Johan Paus

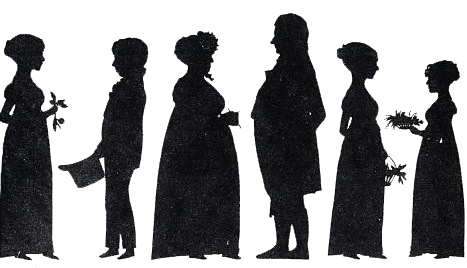
Silhuett av familjen i Altenburggården cirka 1820. Henrik Paus nr. två från vänster. Ibsens mor Marichen längst till höger. Porträttet är det enda som existerar av någon av Ibsens föräldrar och ägdes av greve Christopher Paus, Herresta herrgård i Sverige.

Henrik Johan Paus, född 3 oktober 1799 i Skien, död 21 juli 1893 i Skien, var en norsk jurist, ämbetsman och godsägare. Han var Henrik Ibsens farbror.
Han var konstituerad kronofogde i Nedre Telemark och Bamble 1818, extra skrivare och kopist i Finansdepartementet 1819–1823, amtsfullmäktig (vice landshövding) i Hedemarkens amt 1823–1826, länsman i Hof 1826–1830, prokurator i Hedemarken 1830–1843, kronofogde i Østerdalen fogderi 1843–1858 och kronofogde i Øvre Romerike fogderi 1858–1860. Han ägde storgården Østerhaug vid Elverum i 25 år, men flyttade sedan tillbaka till sin födelsestad Skien.
Han tillhörde släkten Paus och var son till skeppsredare Ole Paus och Johanne Plesner. Fadern flyttade i ung ålder från Øvre Telemark, där familjen hade varit ämbetsmän i århundraden, till Skien. Henrik Johan Paus var halvbror och nära barndomsvän till Knud Ibsen, kusin till Marichen Altenburg, och växte själv upp i Altenburggården tillsammans med kusinen Marichen som hennes "sociala bror". Han var därmed farbror till Henrik Ibsen. Han kallades vanligtvis Henrik och var uppkallad efter moderns första make Henrich Johan Ibsen. Nevöen Henrik Ibsen var troligtvis uppkallad efter både honom och farfadern med namnen Henrik Johan.
Han var farfar till bland annat godsägaren och den påvliga kammarherren Christopher Tostrup Paus, som var arvinge till trävaruföretaget Tostrup & Mathiesen och som blev utnämnd till greve av påve Pius XI, samt till den brittiska diplomaten Christopher Lintrup Paus och vägingenjören Hans Wangensten Paus. Flera av hans efterkommande flyttade till Sverige under 1900-talet.